# 松平忠興
松平 忠興（まつだいら ただおき）は、江戸時代後期の譜代大名。摂津国尼崎藩の第7代（最後）の藩主。桜井松平家16代当主。官位は従五位下・遠江守、兵庫頭。明治維新期に櫻井に改姓し、維新後に子爵。

## 生涯
弘化5年（1848年）1月8日、第6代藩主・松平忠栄の七男として誕生した。
文久元年（1861年）8月6日、父の隠居により家督を譲られる。泊園書院（現・ 関西大学）に学び、慶応4年（1868年）1月の戊辰戦争では新政府に恭順し、所領を安堵された。2月に徳川家との訣別の証として、姓を桜井と改める。
明治2年（1869年）の版籍奉還で尼崎藩知事に任じられ、明治4年（1871年）の廃藩置県で免職された。明治6年（1873年）1月、東京へ移住する。明治10年（1877年）、博愛社（後の日本赤十字社）の設立者のうちの一人となった。尼崎城址の一角に建立された桜井神社には博愛社の記念碑がある。明治17年（1884年）に子爵に叙せられた。
明治28年（1895年）4月29日に死去、享年48。

## 系譜
- 父：松平忠栄（1805年 - 1869年）
- 母：洵子 - 松平宗発娘
- 最初の妻：茅子 - 松平光則次女
- 後妻：きん - 小笠原忠幹長女
  - 三男：桜井忠胤（1881年 - 1931年）